# TX Рака
TX Рака (лат. TX Cancri) — затменная переменная звезда типа W Большой Медведицы. Находится в созвездии Рака. Это жёлто-белый карлик класса F главной последовательности.

## Исследования
По этой звезде проводились следующие исследования:
- TX Cancri, the golden wonder
- TX Cancri
- A Photometric Study of TX Cancri.